# Јесењи хрчак
Јесењи хрчак или јесења јамичарка (лат. Helvella crispa) је врста гљива. 

## Опис
Величина гљиве варира од 3 до 12 cm у висини и од 3 до 6 cm у пречнику. Веома је неправилног облика. Шешир је изграђен од плочица неправилног облика међусобно испреплетаних, спољње површине беличасте боје, а унутрашње сивкасте. Дршка је кратка, при дну одебљана, по дужини ребраста са више јамица (шупљина) различите величине, беличасте боје. Месо је беличасто, чврсто, пријатног мириса и укуса.
Споре су бледосиве.

## Станиште
Расте у јесен у црногоричним и белогоричним шумама, али није честа гљива.

## Употреба
Јесењи хрчак је условно јестива гљива. Пре употребе треба је прокувати и воду одлити. Могућности замене са опасним гљивама нема.
|  | Опис гљиве у овом чланку није потпун нити је довољан за коректну и сигурну идентификацију гљиве. Непажњом врло лако се јестиве гљиве могу помешати са отровним. Уколико се поједу отровне уместо јестивих гљива, може доћи до тешких оштећења појединих органа, или до смрти оног који их је појео. Aко желите да скупљате гљиве, не препоручује се коришћење описа из овог чланка за препознавање, већ да се обавестите о изгледу и начину препознавања код неког стручњака за гљиве. |